# Surnia ulula
El cárabo gavilán (Surnia ulula), también denominado lechuza gavilana y búho gavilán, es una especie de ave estrigiforme de la familia Strigidae que vive en el norte de Eurasia y Norteamérica. Su nombre se debe a sus semejanzas con un gavilán o un halcón, por sus alas largas y puntiagudas, larga cola y cabeza achatada. Es una activa cazadora diurna, y suele asediar a sus presas inclinada hacia delante desde una visible percha.

## Características
Su vuelo es estable y directo, con cortas ráfagas de aleteos que se alternan con planeos, y rápidas muestras de agilidad cuando captura pequeños pájaros al vuelo. Suele cazar dese una percha, pero a veces patrulla lentamente desde el aire, se cierne y luego se abalanza sobre sus presas, sobre todo topillos, aunque también caza mamíferos mayores. Captura pájaros, sobre todo en invierno cuando escasea otro alimento, a veces al vuelo.
Esta especie emite un ulular profundo y bamboleante y un agudo gañido como reclamo.

## Subespecies
Se han descrito las siguientes subespecies:
- Surnia ulula caparoch
- Surnia ulula ulula
- Surnia ulula tianschanica

## Galería

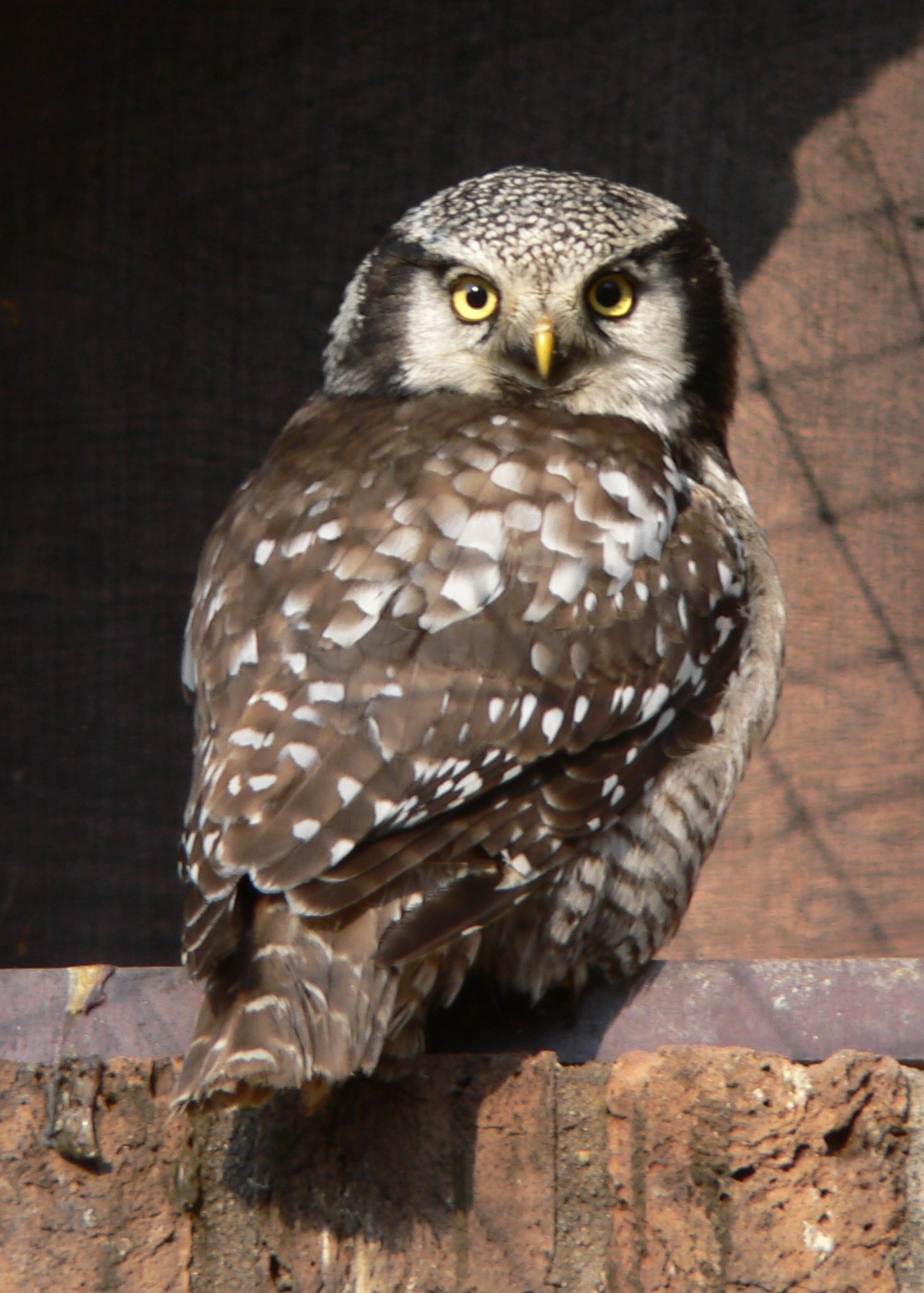
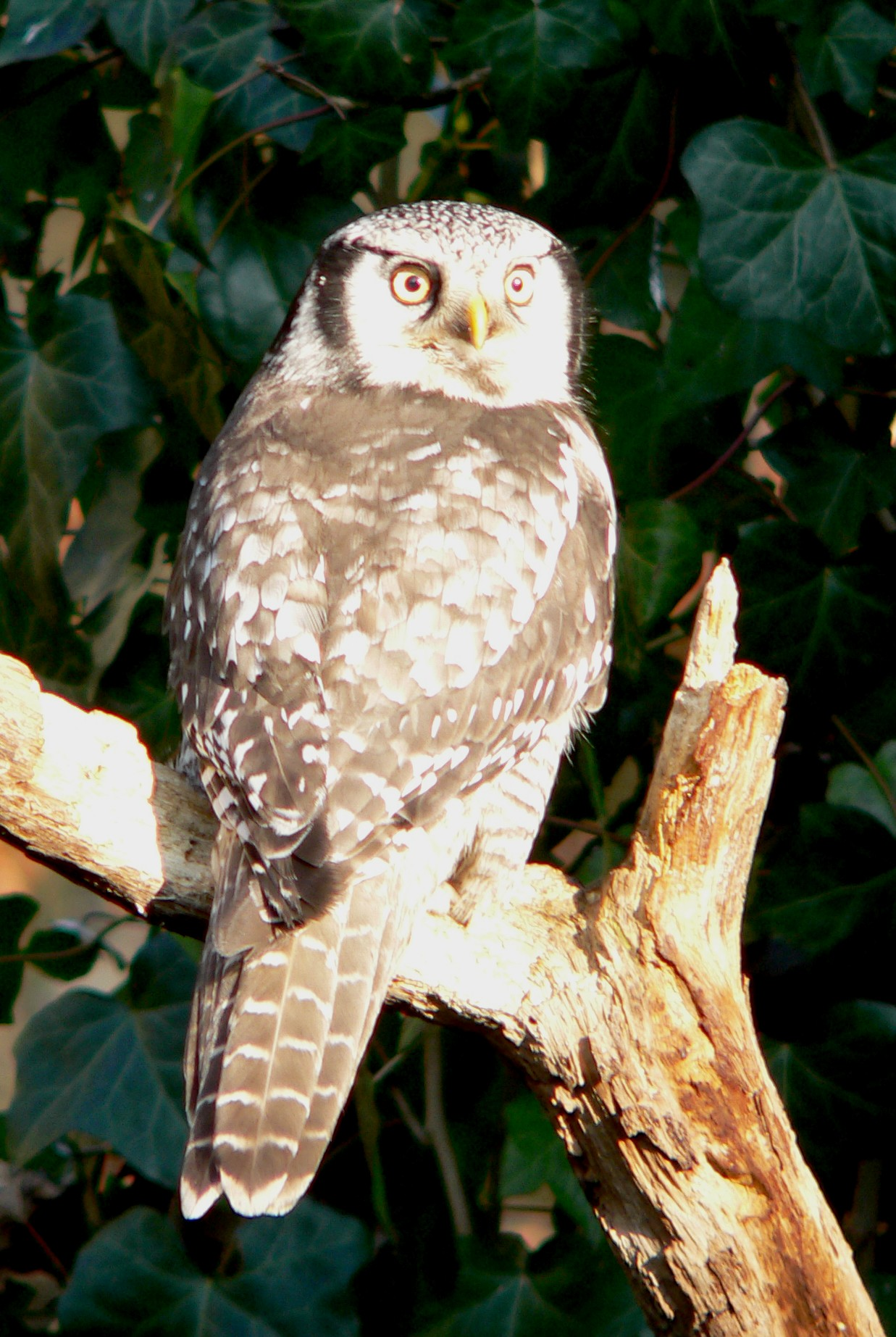
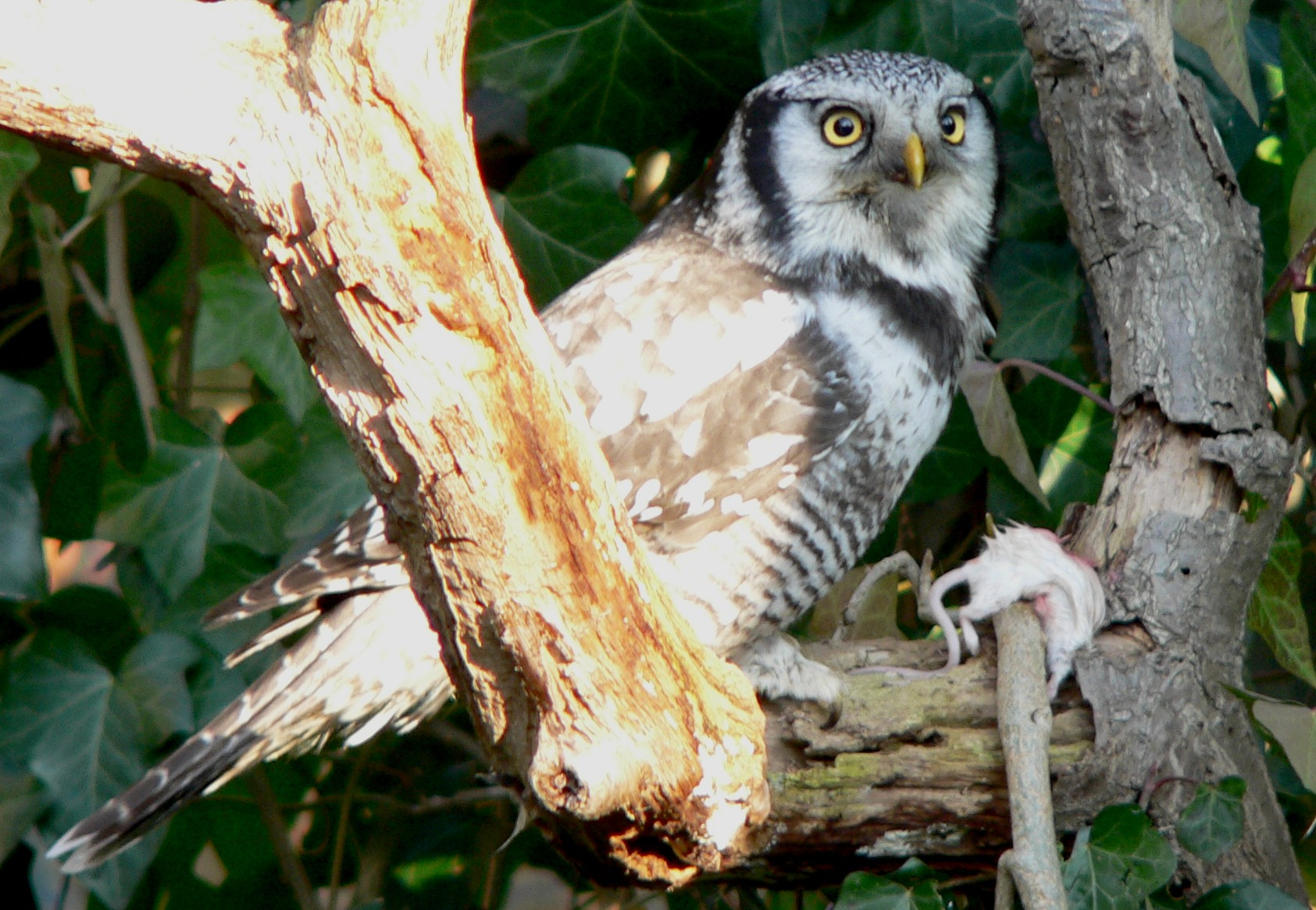
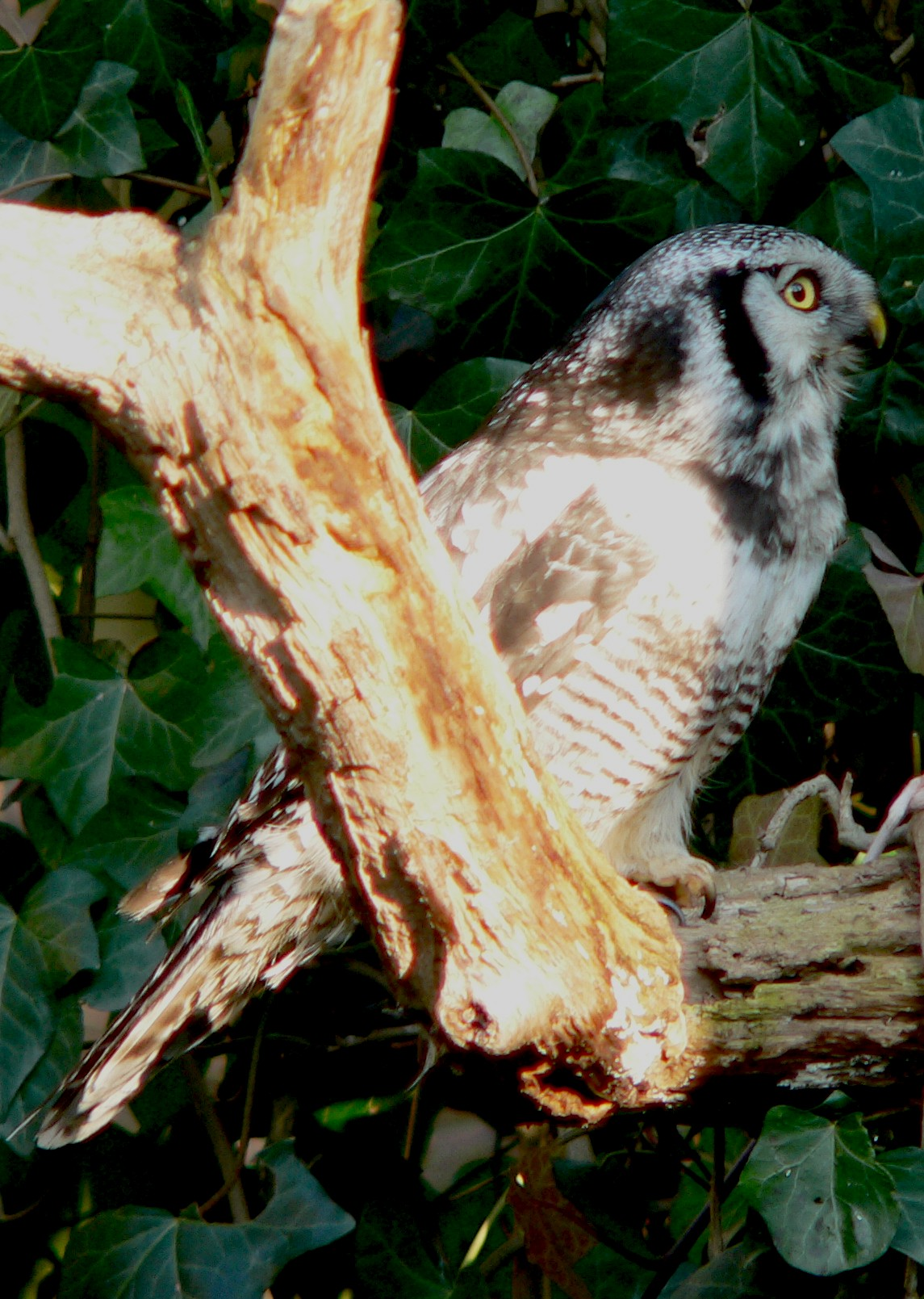
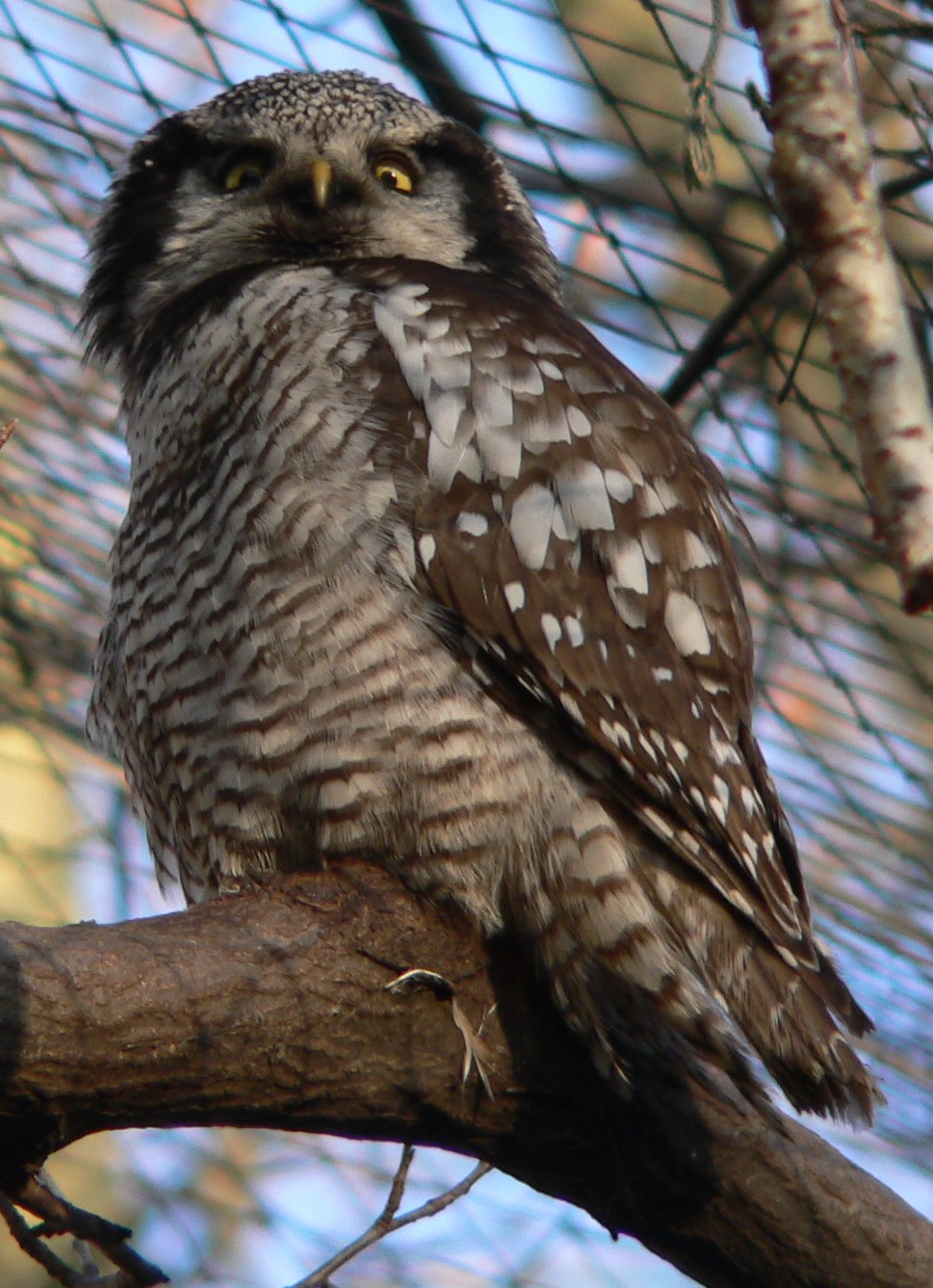
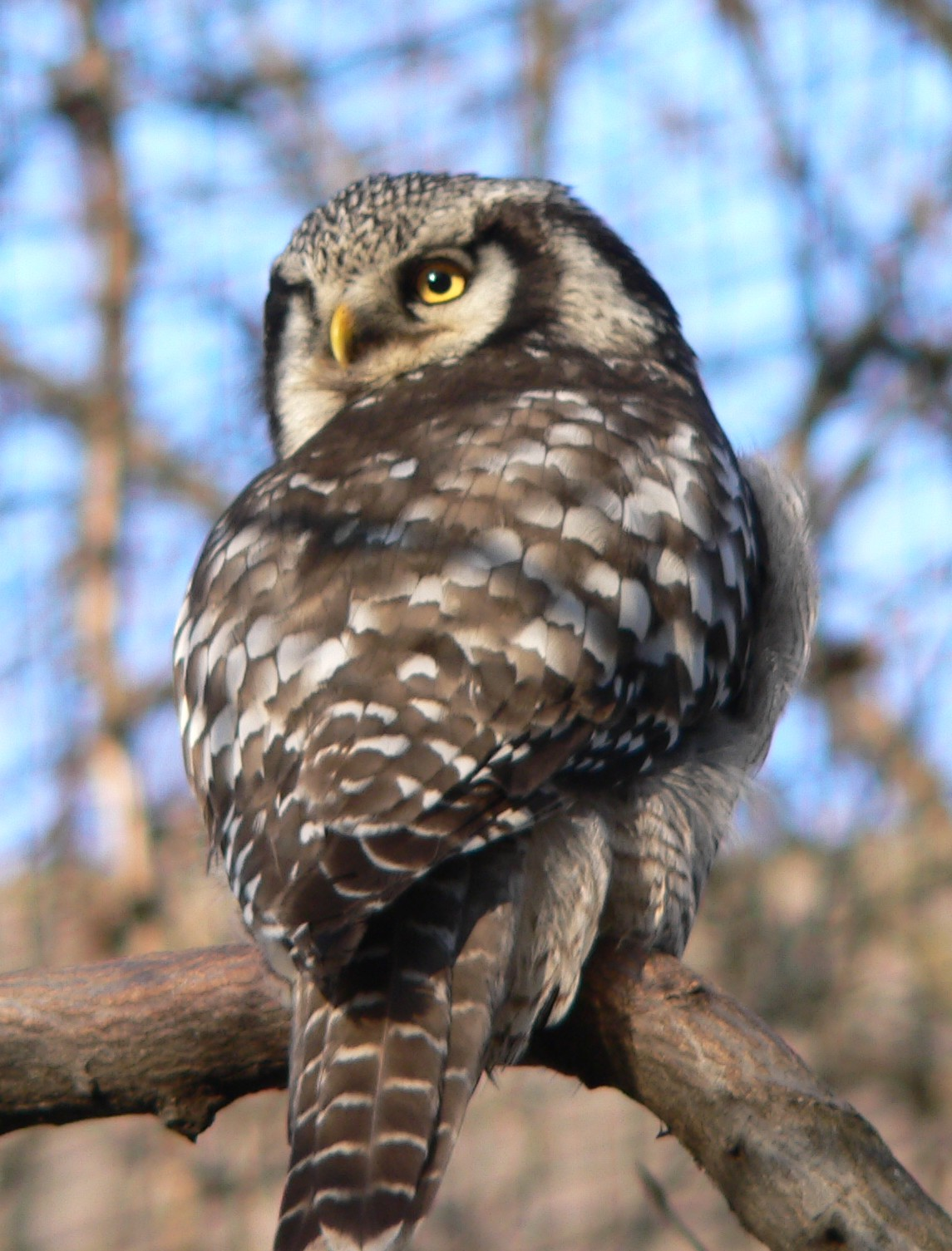
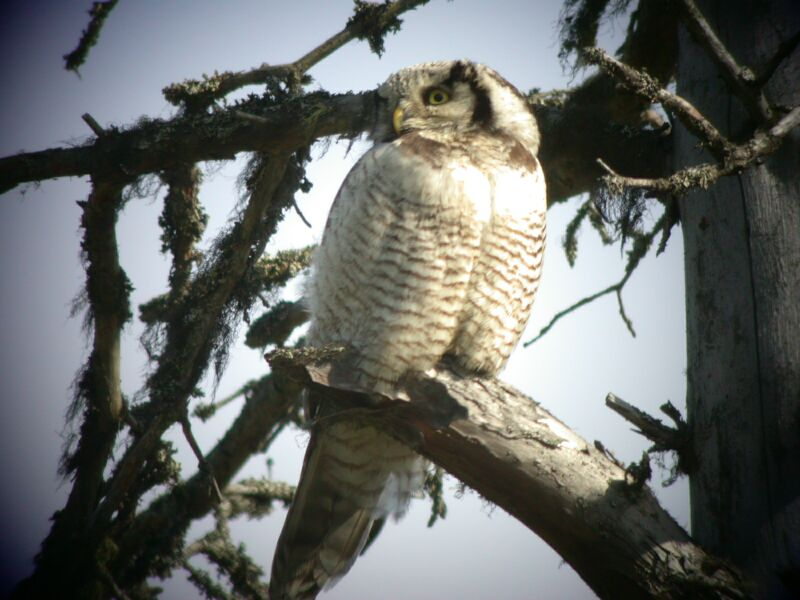
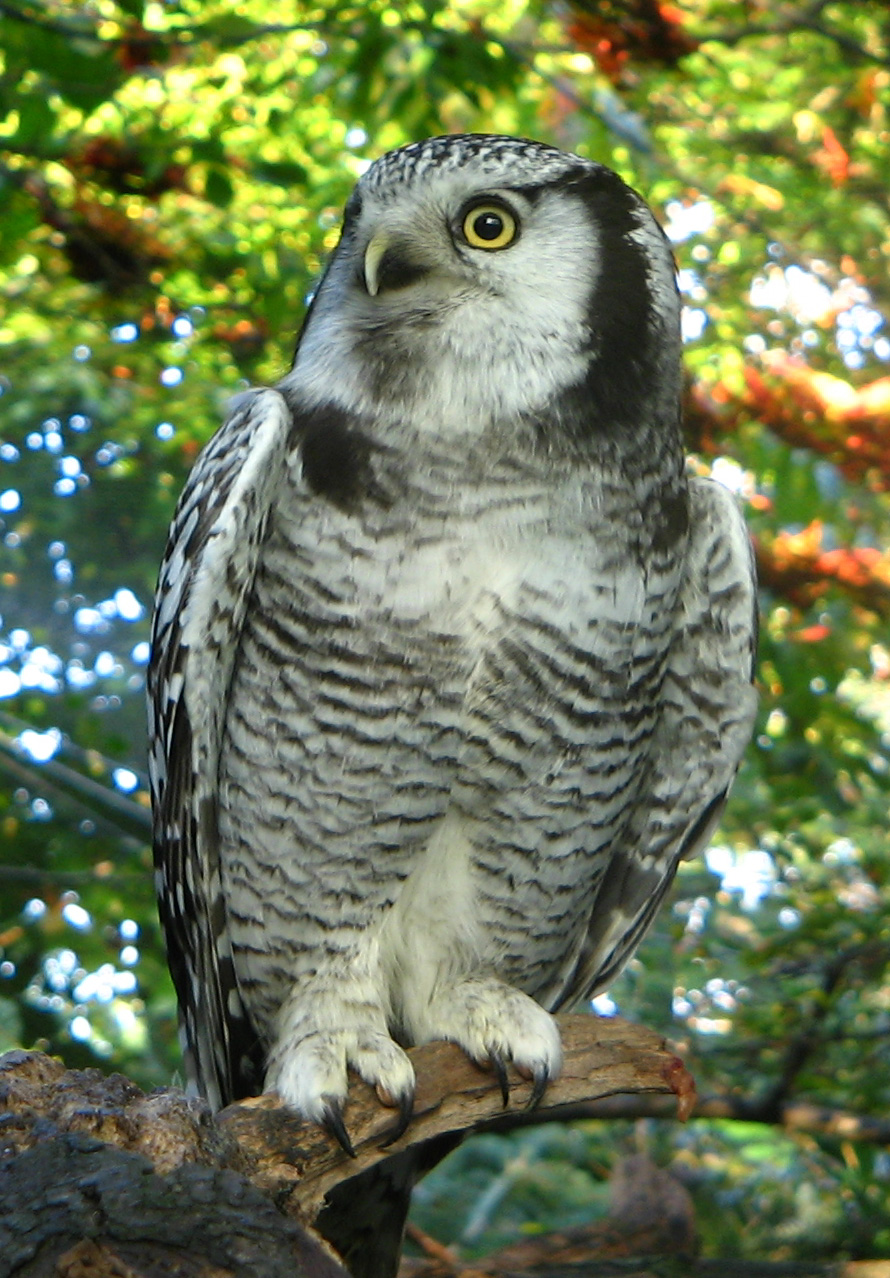
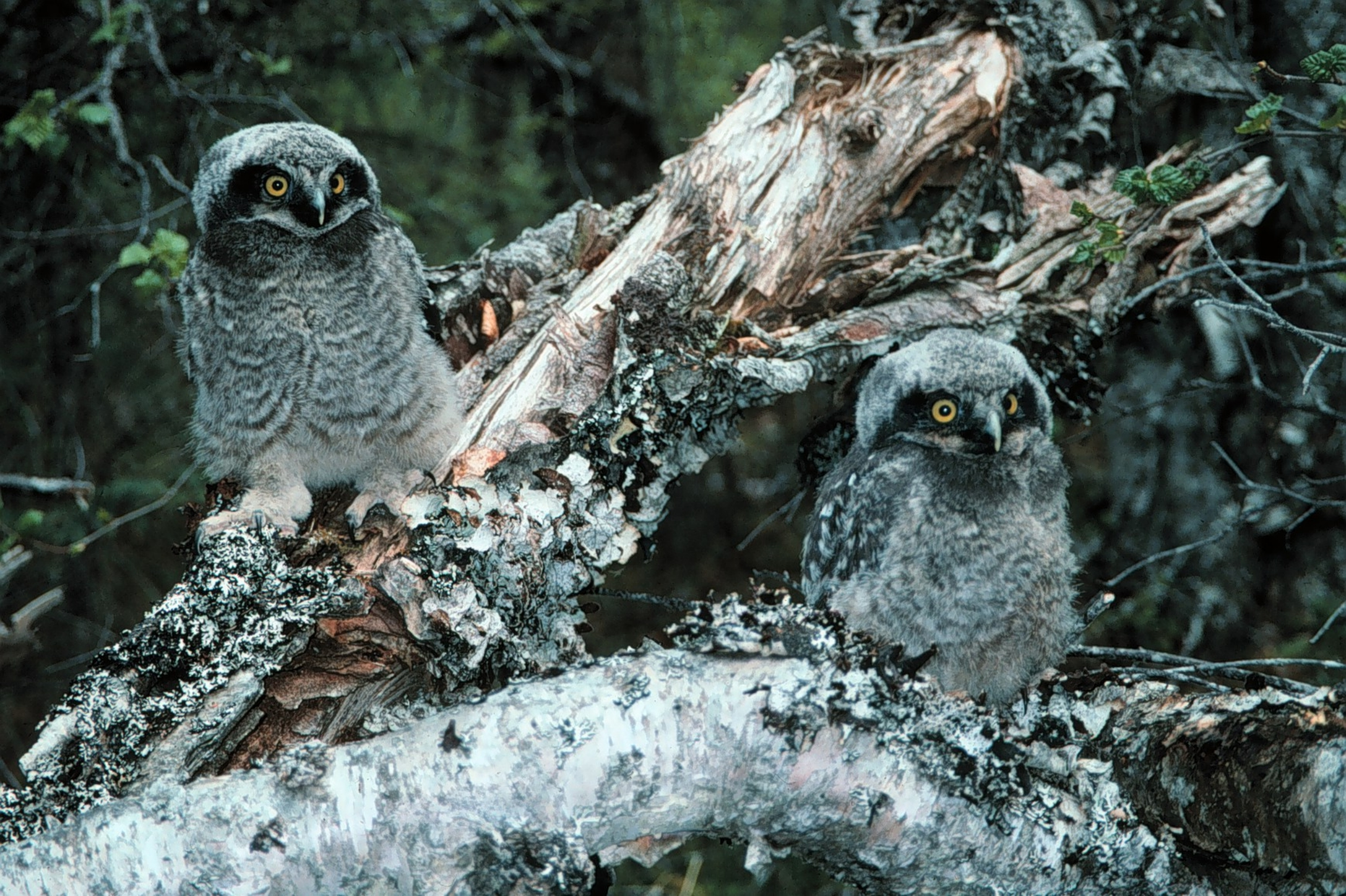
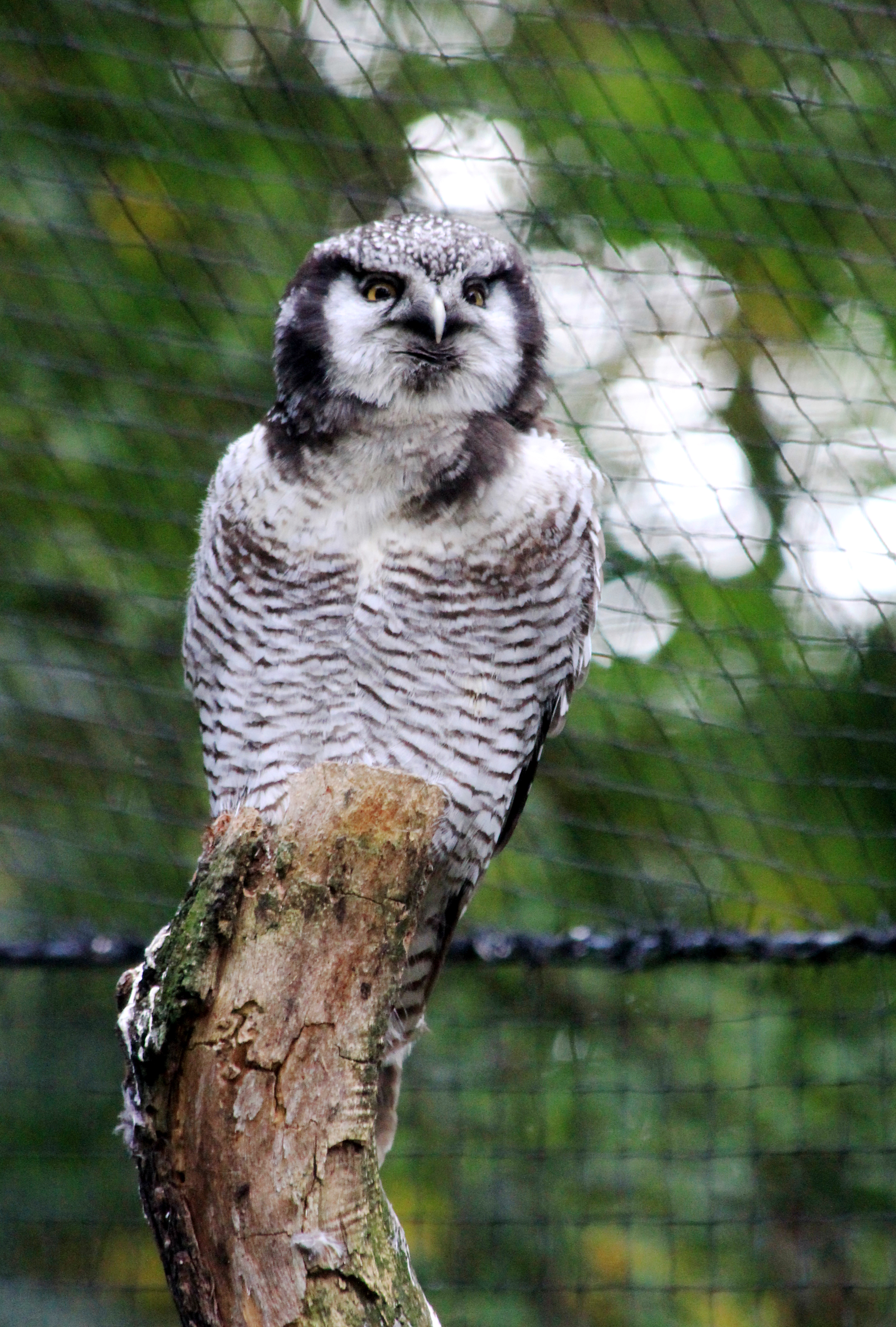
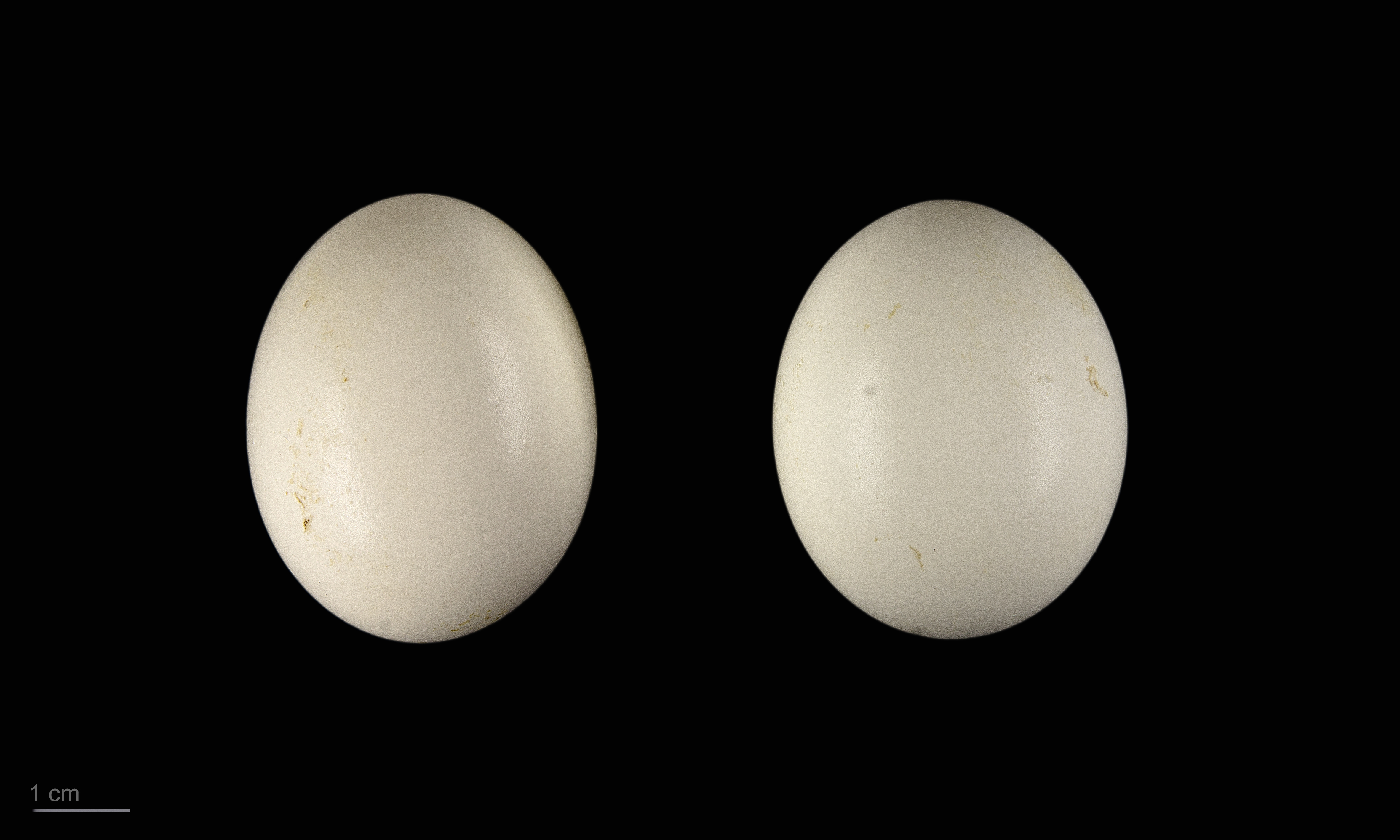
Surnia ulula ulula - MHNT